# Via Claudia
La via Claudia est une très ancienne voie romaine, précédente à la construction de la  via Appia (312 av. J.-C.).  
Son parcours est mal connu, s'il n'en est que les premiers kilomètres sont communs à ceux de la via Flaminia, et que celle-ci semble traverser  le site de Norchia. 
Cette route permettait l’accès aux ex-territoires étrusques, devenus des Fabii ou gens Fabia après la conquête[réf. nécessaire].
Elle a été longtemps confondue avec la via Clodia, dont le tracé moderne  porte le nom de via Braccianese Claudia. 
Autres routes portant le même nom : 
- la via Claudia Augusta,
- la via Claudia Nova.

## Sources
- (it) Cet article est partiellement ou en totalité issu de l’article de Wikipédia en italien intitulé « Via Claudia » (voir la liste des auteurs) le 17/11/2012.